# Маалуль, Али
Али Маалуль (араб. علي معلول‎, рожд. 1 января 1990, Сфакс, Тунис) — тунисский футболист, левый защитник национальной сборной Туниса.

## Клубная карьера
Али Маалуль является воспитанником клуба «Сфаксьен». В первую команду клуба он попал в конце сезона 2008/2009. Всего за клуб провёл восемь сезонов, в которых забил 36 голов и отдал 43 результативных передачи, являлся капитаном команды. В сезоне 2015/2016 Маалуль стал лучшим бомбардиром чемпионата Туниса, забив 16 голов, что стало рекордом по количеству голов, забитых игроком обороны в одном сезоне.
В июле 2016 года присоединился к египетскому клубу «Аль-Ахли» (Каир). На протяжении девяти сезонов выступал за каирский клуб, в общей сложности провёл за него 292 матча, отметился 51 забитым голом и 85 результативными передачами. Вместе с «Аль-Ахли» семь раз становился чемпионом Египта, четыре раза обладателем Кубка Египта, пять раз обладателем Суперкубка Египта, четыре раза выигрывал Лигу чемпионов КАФ и два раза Суперкубок КАФ. В конце мая 2025 года Маалуль объявил, что покидает египетский клуб.

## Выступления за сборную
Али Маалуль дебютировал в составе национальной сборной Туниса 6 июля 2013 года в матче со сборной Марокко в рамках квалификации к чемпионату африканских наций. В составе сборной был участником двух чемпионатов мира (2018 и 2022) и четырёх Кубков африканских наций (2015, 2017, 2021 и 2023).